# Sint-Jozefkerk (Wassenaar)
De Sint-Jozefkerk of Sint-Jozef Arbeiderkerk (in de volksmond ook wel de blokkendoos genoemd vanwege de vormgeving van het gebouw) was een rooms-katholieke kerk in Wassenaar.
De parochie Sint-Jozef werd in 1930 gesticht als afsplitsing van de Wassenaarse parochie Sint-Willibrordus in het centrum. Er werd oorspronkelijk een noodkerk gebruikt, welke te vinden was op de kruising van het Rozenplein en de Deijlerweg. Deze werd pas in 1962 vervangen door het huidige kerkgebouw aan de Parklaan 28. 
De kerk werd ontworpen door Jan van der Laan, die ook mede verantwoordelijk was voor de Goede Herderkerk in Wassenaar-Zuid. Het is een vierkante zaalkerk, gebouwd in de traditionalistische stijl van de Bossche School. Naast de kerk staat een betonnen klokkentoren. De kerk bezat onder andere een stenen doopvont met een deksel van koper, kruiswegstaties afkomstig uit een antiekwinkel in Duitsland en 18e-eeuwse hardhouten banken. De kerk heeft gebrandschilderde ramen die Jezus, Maria en de patroonheilige Jozef uitbeelden.
De kerk was tot maart 2022 in gebruik als parochiekern van de parochie van de H. Augustinus, samen met de overige Wassenaarse katholieke kerken en die van de gemeenschappen in Voorschoten, Katwijk en Oegstgeest sinds 2012. In oktober 2021 werd de kerk verkocht aan HMC met de plannen om  om te bouwen tot een gezondheidscentrum. Op 20 maart 2022 is de kerk door bisschop Van den Hende officieel aan de eredienst onttrokken. Als aandenken aan de  Sint Jozefkerk is er in de Sint Willibrorduskerk een Jozefkapel ingericht waarbij dierbare attributen van de gemeenschap zijn te zien. Ook de stenen doopvont is naar deze kerk verplaatst. 